# Liste des choix de repêchages des Golden Seals de la Californie
Cette liste contient tous les joueurs de hockey sur glace ayant été repêchés par les Canucks de Vancouver, ancienne franchise de la Ligue nationale de hockey. Les joueurs listés ci-dessus n'ont pas obligatoirement joué un match sous le maillot de l'équipe.
Elle regroupe les joueurs depuis le Repêchage de 1967 organisé par la LNH en 1966-1967, jusqu’au Repêchage de 1975. L’équipe déménage au terme de la saison 1975-1976 et devient les Barons de Cleveland,,. Les joueurs sont classés par année de repêchage. Les deux premières colonnes donnent le rang et le tour duquel le joueur a été repêché suivis de son nom, de sa nationalité et de sa position de jeu.

## Les repêchages amateurs

### 1967
| No | Tour | Nom         | Nationalité | Position  |
| -- | ---- | ----------- | ----------- | --------- |
| 3  | 1er  | Ken Hicks   | Canada      | Centre    |
| 12 | 2e   | Gary Wood   | Canada      | Défenseur |
| 18 | 3e   | Kevin Smith | Canada      | Défenseur |

### 1968
| No | Tour | Nom        | Nationalité | Position  |
| -- | ---- | ---------- | ----------- | --------- |
| 13 | 2e   | Doug Smith | Canada      | Centre    |
| 20 | 3e   | Jim Trewin | Canada      | Défenseur |

### 1969
| No | Tour | Nom               | Nationalité | Position      |
| -- | ---- | ----------------- | ----------- | ------------- |
| 7  | 1er  | Tony Featherstone | Canada      | Ailier droit  |
| 18 | 2e   | Ron Stackhouse    | Canada      | Défenseur     |
| 29 | 3e   | Don O'Donoghue    | Canada      | Ailier droit  |
| 41 | 4e   | Pierre Farmer     | Canada      | Défenseur     |
| 53 | 5e   | Warren Harrison   | Canada      | Centre        |
| 65 | 6e   | Neil Nicholson    | Canada      | Défenseur     |
| 76 | 7e   | Pete Vipond       | Canada      | Ailier gauche |

### 1970
| No  | Tour | Nom              | Nationalité | Position       |
| --- | ---- | ---------------- | ----------- | -------------- |
| 10  | 1er  | Chris Oddleifson | Canada      | Centre         |
| 19  | 2e   | Pete Laframboise | Canada      | Ailier gauche  |
| 33  | 3e   | Randy Rota       | Canada      | Centre         |
| 47  | 4e   | Ted McAneeley    | Canada      | Défenseur      |
| 61  | 5e   | Ray Gibbs        | Canada      | Gardien de but |
| 75  | 6e   | Doug Moyes       | Canada      | Ailier gauche  |
| 88  | 7e   | Terry Murray     | Canada      | Défenseur      |
| 101 | 8e   | Alan Henry       | Canada      | Défenseur      |

### 1971
| No  | Tour | Nom              | Nationalité | Position       |
| --- | ---- | ---------------- | ----------- | -------------- |
| 15  | 2e   | Ken Baird        | Canada      | Défenseur      |
| 29  | 3e   | Richard Leduc    | Canada      | Centre         |
| 43  | 4e   | Hartland Monahan | Canada      | Ailier droit   |
| 57  | 5e   | Raynald Bélanger | Canada      | Gardien de but |
| 71  | 6e   | Gerry Egers      | Canada      | Défenseur      |
| 85  | 7e   | Al Simmons       | Canada      | Défenseur      |
| 99  | 8e   | Angus Beck       | Canada      | Centre         |
| 104 | 8e   | Rod Lyons        | Canada      | Ailier gauche  |

### 1972
| No  | Tour | Nom               | Nationalité | Position       |
| --- | ---- | ----------------- | ----------- | -------------- |
| 22  | 2e   | Tom Cassidy       | Canada      | Centre         |
| 28  | 2e   | Stan Weir         | Canada      | Centre         |
| 38  | 3e   | Paul Shakes       | Canada      | Défenseur      |
| 54  | 4e   | Claude St-Sauveur | Canada      | Centre         |
| 70  | 5e   | Tim Jacobs        | Canada      | Défenseur      |
| 86  | 6e   | Jacques Lefebvre  | Canada      | Gardien de but |
| 102 | 7e   | Mike Amodeo       | Canada      | Défenseur      |
| 118 | 8e   | Brent Meeke       | Canada      | Défenseur      |
| 134 | 9e   | Denis Meloche     | Canada      | Centre         |

### 1973
| No  | Tour | Nom             | Nationalité | Position      |
| --- | ---- | --------------- | ----------- | ------------- |
| 34  | 3e   | Jeff Jacques    | Canada      | Ailier droit  |
| 50  | 4e   | Ron Serafini    | États-Unis  | Défenseur     |
| 66  | 5e   | Jim Moxey       | Canada      | Ailier droit  |
| 82  | 6e   | Willie Trognitz | Canada      | Attaquant     |
| 98  | 7e   | Paul Tantardini | Canada      | Ailier gauche |
| 114 | 8e   | Bruce Greig     | Canada      | Ailier gauche |
| 130 | 9e   | Larry Patey     | Canada      | Centre        |
| 145 | 10e  | Doug Mahood     | Canada      | Ailier droit  |
| 160 | 11e  | Angelo Moretto  | Canada      | Centre        |

### 1974
| No  | Tour | Nom              | Nationalité | Position       |
| --- | ---- | ---------------- | ----------- | -------------- |
| 3   | 1er  | Rick Hampton     | Canada      | Défenseur      |
| 17  | 1er  | Ron Chipperfield | Canada      | Centre         |
| 21  | 2e   | Bruce Affleck    | Canada      | Défenseur      |
| 39  | 3e   | Charlie Simmer   | Canada      | Ailier gauche  |
| 57  | 4e   | Thomas Price     | Canada      | Défenseur      |
| 75  | 5e   | James Warden     | États-Unis  | Gardien de but |
| 93  | 6e   | Tom Sundberg     | États-Unis  | Ailier gauche  |
| 111 | 7e   | Tom Anderson     | États-Unis  | Défenseur      |
| 128 | 8e   | Jim McCabe       | Canada      | Centre         |

### 1975
| No  | Tour | Nom             | Nationalité | Position       |
| --- | ---- | --------------- | ----------- | -------------- |
| 3   | 1er  | Ralph Klassen   | Canada      | Centre         |
| 21  | 2e   | Dennis Maruk    | Canada      | Centre         |
| 39  | 3e   | John Tweedle    | Canada      | Centre         |
| 57  | 4e   | Greg Smith      | Canada      | Défenseur      |
| 75  | 5e   | Doug Young      | Canada      | Défenseur      |
| 93  | 6e   | Larry Hendrick  | Canada      | Gardien de but |
| 111 | 7e   | Rick Shinske    | Canada      | Centre         |
| 129 | 8e   | Doug Schoenfeld | Canada      | Défenseur      |
| 146 | 9e   | James Weaver    | Canada      | Gardien de but |
| 162 | 10e  | Greg Agar       | Canada      | Ailier droit   |